# کلاه‌پارچه‌ای تابنده
کلاه‌پارچه‌ای تابنده (نام علمی: Mycena illuminans) نام یک گونه از سرده کلاه‌پارچه‌ای‌ها است.